# 룸피쥐땃쥐
룸피쥐땃쥐(Myosorex rumpii)는 진무맹장목 땃쥐과에 속하는 포유류의 일종이다. 카메룬의 룸피 언덕에서만 발견된다. 서식지 감소와 제한된 분포때문에 멸종위기종으로 등록되어 있다.